# Sjednocení

Sjednocení dvou množin

V matematice se jako sjednocení dvou nebo více množin označuje taková množina, která obsahuje každý prvek, který se nachází alespoň v jedné ze sjednocovaných množin, a žádné další prvky. Sjednocení množin {\displaystyle A} a {\displaystyle B} se označuje symbolem {\displaystyle A\cup B}.

## Formální definice
Pro všechna {\displaystyle x} platí, že {\displaystyle x\in A\cup B} právě tehdy, když {\displaystyle x\in A} nebo {\displaystyle x\in B}. (Jedná se o matematické nebo, tzn. prvek patří do sjednocení i tehdy, nachází-li se v obou množinách.)
V případě, že se jedná o sjednocení více množin, je možno je chápat jako několik postupných sjednocení (viz asociativita níže), nebo tak, že prvek je součástí sjednocení právě tehdy, je-li prvkem alespoň jedné z množin. Např. pro sjednocení tří množin platí, že {\displaystyle x} {\displaystyle A\cup B\cup C} právě tehdy, když {\displaystyle x\in A} nebo {\displaystyle x\in B} nebo {\displaystyle x\in C}. Sjednocení {\displaystyle n} množin {\displaystyle A_{1},A_{2},...,A_{n}} lze zkráceně psát
{\displaystyle A_{1}\cup A_{2}\cup \ldots \cup A_{n}=\bigcup _{i=1}^{n}{A_{i}}}
Příklad: Sjednocením množin { 1, 2, 4, 8, 9 } a { 3, 4, 7, 9 } je množina { 1, 2, 3, 4, 7, 8, 9 }. Sjednocením množiny všech prvočísel { 2, 3, 5, 7, 11, ... } s množinou všech sudých kladných čísel { 2, 4, 6, … } je množina, jejímiž prvky jsou např. čísla 17, 18, 19, 20, ale nepatří do ní např. čísla 9, 15, 27, 63, 121.
V axiomatické teorii množin je sjednocení (také označované jako suma) libovolného (i nekonečného) počtu množin definováno následující konstrukcí vyplývající z axiomu sumy:
{\displaystyle \bigcup A=\{x:(\exists y)(x\in y\land y\in A)\}}
Z této definice pak jako speciální případ dvouprvkové množiny {\displaystyle A=\{b,c\}} vyplývá i klasické sjednocení dvou množin:
{\displaystyle b\cup c=\bigcup A=\bigcup \{b,c\}=\{x:x\in b\vee x\in c\}}

## Vlastnosti
Operace sjednocení dvou množin (jakožto binární operace) je asociativní, tzn. {\displaystyle (A\cup B)\cup C=A\cup (B\cup C)}. Současné sjednocení všech množin – {\displaystyle A\cup B\cup C} – je oběma těmto výrazům rovno, proto je možno psát sjednocení libovolného množství množin bez použití závorek.
Sjednocení je komutativní operace, platí tedy, že {\displaystyle A\cup B=B\cup A}, sjednocované množiny je tedy možno psát v libovolném pořadí.
Neutrálním prvkem pro operaci sjednocení je prázdná množina, tzn. {\displaystyle A\cup \emptyset =A}. Prázdná množina se tak dá chápat jako výsledek sjednocení prázdné množiny množin.
Sjednocením s univerzální množinou získáme opět univerzální množinu, tzn. {\displaystyle A\cup I=I}.
Vzhledem k definici sjednocení vyplývají všechny tyto skutečnosti z obdobných skutečností o logické spojce nebo.
Mohutnost sjednocení dvou množin je přinejmenším rovna mohutnosti větší z obou množin, nejvýše pak součtu obou mohutností. Pro konečné množiny platí konkrétně: {\displaystyle \left\vert A\cup B\right\vert =\left\vert A\right\vert +\left\vert B\right\vert -\left\vert A\cap B\right\vert }.
Sjednocení množin je idempotentní, tzn. platí {\displaystyle A\cup A=A}.